# Laura Pollán
Laura Inés Pollán Tolledo (Manzanillo, 13 febbraio 1948 – L'Avana, 14 ottobre 2011) è stata un'attivista e politica cubana.
Ex insegnante di letteratura, la Pollán è stata tra le fondatrici del partito di opposizione cubano denominato Damas de Blanco, attivo nella difesa dei diritti umani sull'isola. 
Sorto nel 2003, il movimento deve il suo nome alla consuetudine delle donne - mogli e familiari di rifugiati politici che protestavano per la loro liberazione - di manifestare pacificamente vestite di bianco, sulla falsariga delle Madri di Plaza de Mayo.
In seguito il movimento è divenuto una delle voci più seguite nel panorama di opposizione al governo e la Pollan tra le principali attiviste.
Il marito della Pollan, Héctor Maseda Gutiérrez, ingegnere nucleare e giornalista, era stato arrestato dal governo di Fidel Castro nel 2003 durante la cosiddetta Primavera Nera, in cui 75 tra giornalisti e attivisti avevano contestato le posizioni del governo. Condannato a 20 anni di carcere, è stato rilasciato nel febbraio del 2011.
Nel 2005 la Pollán aveva ritirato il Premio Sakharov per la libertà di pensiero dell'Europarlamento per l'attività del movimento in difesa dei diritti umani.
È morta il 14 ottobre 2011 all'età di 63 anni per arresto cardiaco.